# Toxonprucha crudelis
Toxonprucha crudelis är en fjärilsart som beskrevs av Augustus Radcliffe Grote 1882. Toxonprucha crudelis ingår i släktet Toxonprucha och familjen nattflyn. Inga underarter finns listade i Catalogue of Life.